# Nhiễu (điện tử)

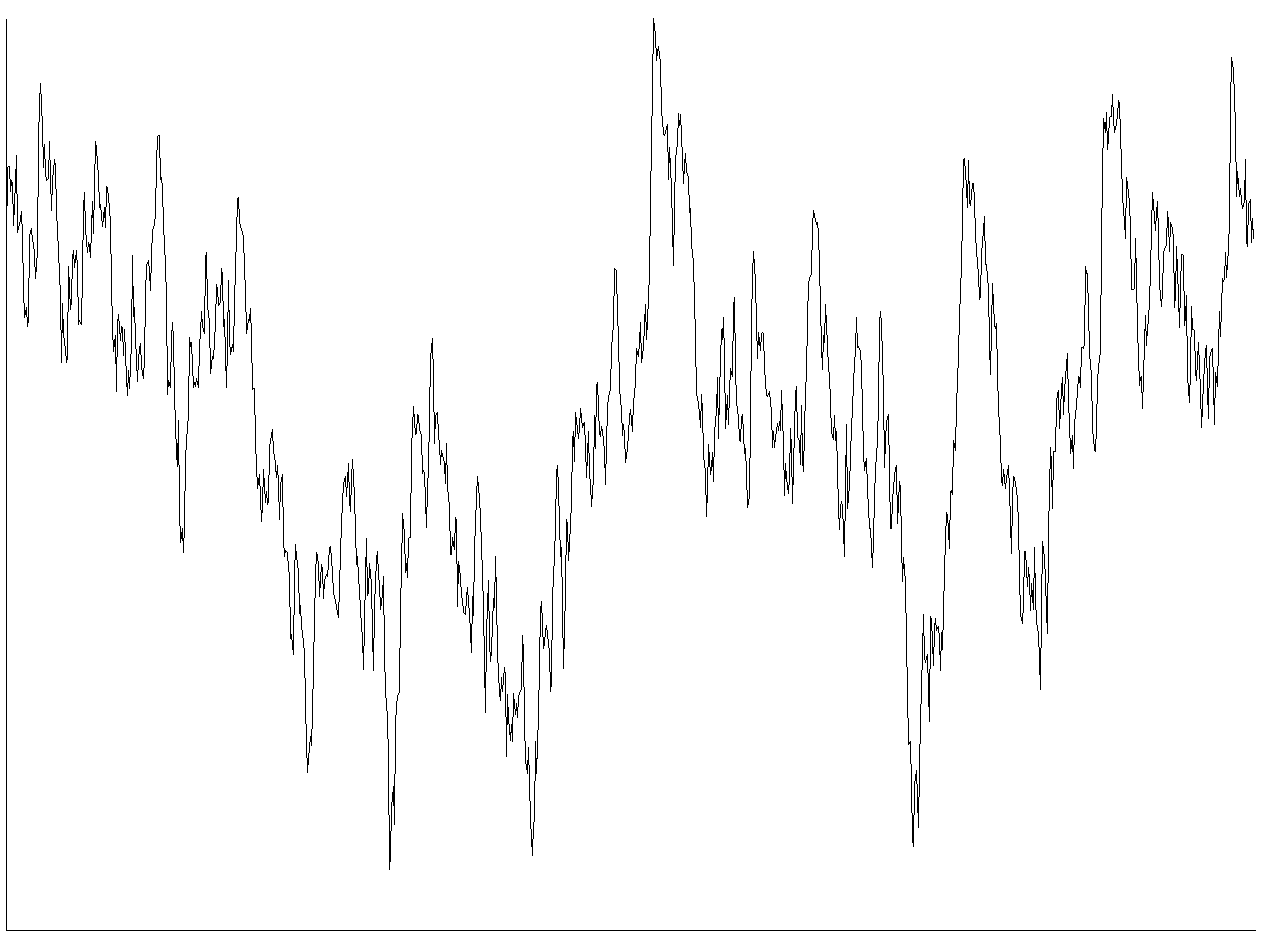
Hiển thị tương tự các dao động ngẫu nhiên của điện áp trong nhiễu màu hồng.

Trong điện tử, nhiễu là nhiễu loạn không mong muốn trong tín hiệu điện. :5 Tiếng ồn được tạo ra bởi các thiết bị điện tử khác nhau rất nhiều vì nó được tạo ra bởi một số hiệu ứng khác nhau.
Trong các hệ thống truyền thông, nhiễu là một lỗi hoặc nhiễu ngẫu nhiên không mong muốn của tín hiệu thông tin hữu ích. Tiếng ồn là tổng hợp của năng lượng không mong muốn hoặc đáng lo ngại từ các nguồn tự nhiên và đôi khi do con người tạo ra. Tuy nhiên, nhiễu thường được phân biệt với tín hiệu làm phiền,  ví dụ như ở tỷ lệ tín hiệu / nhiễu (SNR), tỷ lệ nhiễu tín hiệu (SIR) và tỷ lệ nhiễu tín hiệu cộng với nhiễu (SNIR) biện pháp. Nhiễu cũng thường được phân biệt với méo, đó là sự thay đổi hệ thống không mong muốn của dạng sóng tín hiệu bằng thiết bị truyền thông, ví dụ như trong tỷ lệ nhiễu tín hiệu và méo (SINAD) và tổng độ méo hài hòa cộng với nhiễu (THD + N).
Mặc dù nhiễu nói chung là không mong muốn, nó có thể phục vụ mục đích hữu ích trong một số ứng dụng, chẳng hạn như tạo số ngẫu nhiên hoặc hoà sắc.

## Các loại nhiễu
Các loại nhiẽu khác nhau được tạo ra bởi các thiết bị khác nhau và các quy trình khác nhau. Nhiễu nhiệt là không thể tránh khỏi ở nhiệt độ khác không (xem định lý phân tán dao động), trong khi các loại khác phụ thuộc chủ yếu vào loại thiết bị (như nhiễu shot, cần rào cản điện thế cao) hoặc chất lượng sản xuất và sai sót của chất bán dẫn, chẳng hạn như dao động độ dẫn, bao gồm nhiễu 1/f.